# NGC 2190
NGC 2190 je otvoreni skup  u zviježđu Stolu. 

## Vanjske poveznice
- SEDS: NGC 2190